# Gliese 754
Désignations
Gliese 754 est une faible étoile de la constellation australe du Télescope. Il s'agit d'une naine rouge distante de 19,3 années-lumière de la Terre. Sa magnitude apparente est de 12,25, ce qui nécessite un télescope pour être visible.

## Environnement stellaire
Gliese 754 présente une parallaxe annuelle de 169,24 ± 0,06 mas mesurée par le satellite Gaia, ce qui permet d'en déduire qu'elle est distante de ∼ 19,3 a.l. (∼ 5,92 pc) de la Terre. Cela fait d'elle l'une des cent étoiles les plus proches du système solaire. Elle s'en éloigne à une vitesse radiale de +7 km/s.
Son orbite autour de la Voie lactée apparaît excentrique, ce qui indique que l'étoile pourrait être membre du disque épais de la Galaxie.

## Propriétés
Gliese 754 est une naine rouge de type spectral M4V, d'une température de surface d'environ 3 200 K. Il s'agit donc d'une petite étoile sur la séquence principale qui fusionne l'hydrogène de son noyau en hélium. Sa masse n'est que de 17 % celle du Soleil et son rayon est équivalent à 21 % du rayon solaire. L'étoile est complètement convective et elle est source de rayons X. Elle tourne très lentement sur elle-même, puisqu'il lui faut environ 133 jours pour compléter une rotation. Sa métallicité — c'est-à-dire son contenu en éléments plus lourds que l'hélium — est inférieure à celle du Soleil. Sa luminosité est équivalente à 0,5 % seulement de celle du Soleil.

## Recherche de planètes
En juin 2019, la découverte d'une exoplanète en orbite autour de Gliese 754 a été annoncée dans un preprint publié sur arXiv. Elle a été détectée par la méthode des vitesses radiales et elle pourrait orbiter autour de son étoile à une distance moyenne de 0,28 ua et selon une période de 78 jours. L'orbite apparaît globalement circulaire en prenant en compte les marges d'erreur. La zone habitable de Gliese 754 est comprise entre 0,05 et 0,14 ua, ce qui est à l'intérieur de l'orbite de cette hypothétique planète. Cependant, une étude publiée en 2024 n'a pas confirmé la présence de planète en orbite. Un signal avec une période de 77 jours a été détecté, similaire à la période orbitale de la planète proposée, mais ce signal pourrait être du à l'activité stellaire.